# Parenquimaticos
Os tecidos parenquimáticos são vivos e seus tipos principais são: o clorofiliano e o de reserva.

## Parênquima Clorofiliano
Encontra-se nas folhas, entre a epiderme superior e a inferior. Suas células são dotadas de cloroplastos que contêm clorofila, logo, o parênquima clorofiliano tem função fotossintetizante; além disto, desempenham também papel de assimilação.
Quanto à disposição e à forma das células, podem-se observar dois tipos de parênquima clorofiliano: paliçádico e o lacunoso.
O paliçádico possui células justapostas e alongadas, lembrando uma paliçada (estacas fincadas). O lacunoso possui  células arredondadas, que deixam lacunas (espaços) entre si. Sua função é fazer fotossíntese e contribuir para o arejamento, isto é, para a circulação de gases na folha.

## Parênquima de Reserva
Especializado no acumulo de certas substâncias, pode ser classificado segundo a natureza do material armazenado. Assim temos:
- Parênquima aquífero: Armazena água; sendo comum em regiões secas.

- Parênquima aerífero (aerênquima): Acumula ar em grandes lacunas presentes entre suas células. Encontra-se em plantas aquáticas flutuantes, como por exemplo nos aguapés. O acúmulo de ar diminui a densidade relativa da planta e permite sua flutuação.

- Parênquima amilífero: Bastante frequente em órgãos de reserva, armazena amido no interior de leucoplastas. Assim, o parênquima amilífero pode ser facilmente observado em tubérculos como a batata